# BMW E88
El BMW E88 es la primera carrocería de la Serie 1 cabriolet, hizo su debut oficial en septiembre de 2007; la serie también está disponible en versiones hatchback de 3 puertas(E81) y 5 pueras(E87) y coupé de 2 puertas(E82).
Sus motorizaciones comienzan desde los 2.0L en el 118i de 143hp, hasta un 3.0L de 306 hp en los modelos a gasolina, el motor a diésel es un cuatro cilindros en línea que emite en promedio de 129 a 154g/km de CO2; vienen en serie con caja manual de 6 velocidades suave y de una rápida respuesta; el cabrio maneja un peso 50:50 gracias a la tracción trasera y el uso de ligeros materiales para darle a cada lado el mismo peso para los dos ejes.

## Motorizaciones
Las motorizaciones de la Serie 1 son las siguientes, la versión 128i solo está disponible en el mercado americano:
- (2007-presente) N43B20 118i (143hp, Gasolina)
- (2008-presente) N47D20 118d (143hp, Diésel)
- (2007-presente) N43B20 120i (Gasolina)
- (2007-presente) N46B20 120i (Gasolina)
- (2007-presente) N47D20 120d (177hp, Diésel)
- (2007-presente) N47D20 123d (204hp, Diésel)
- (2007-presente) N52B30 125i (Gasolina)
- (2007-presente) N51B30 128i (230hp, sólo para mercado americano, Gasolina)
- (2007-presente) N54B30 135i (300 hp mercado americano, 306 hp mercado europeo, Gasolina)